# Rensis Likert

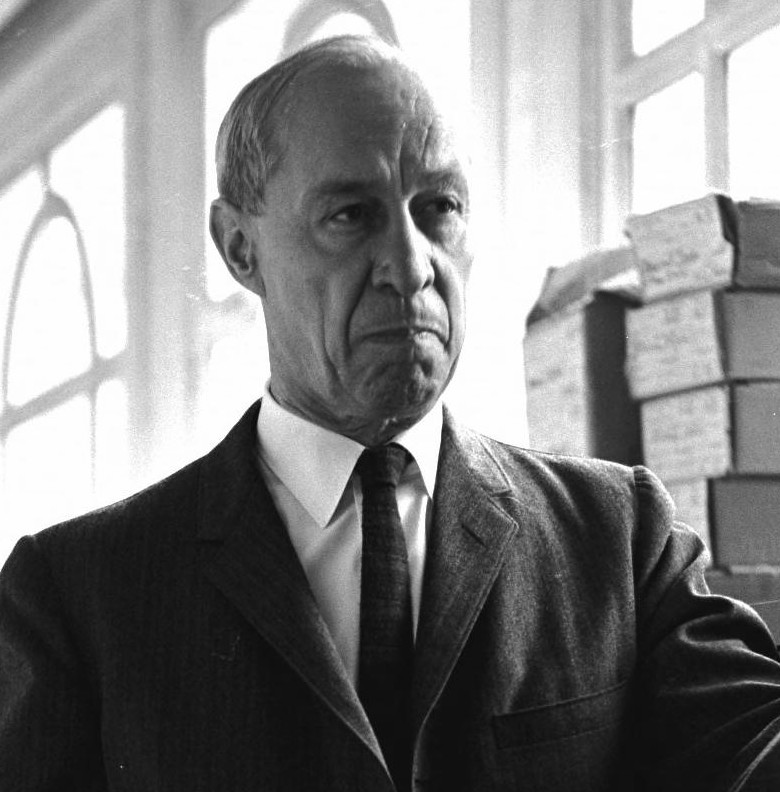
Rensis Likert (1961)

Rensis Likert ['lɪkɚt] (* 5. August 1903 in Cheyenne, Wyoming; † 3. September 1981 in Ann Arbor, Michigan) war ein US-amerikanischer Sozialforscher.

## Leben
Likert studierte an der University of Michigan und der Columbia University. Er ist Gründer des Institute for Social Research an der University of Michigan. 1960 wurde er in die American Academy of Arts and Sciences gewählt.
Von ihm stammen das Linking-Pin-Modell und die nach ihm benannte Likert-Skala.
Des Weiteren hat er die Partizipe Theorie, eine Organisationstheorie auf Basis des Social Mans entwickelt.

## Werke (Auswahl)
als Autor
- New Ways of Managing Conflict. McGraw-Hill, New York 1976, ISBN 0-07-037842-8 (zusammen mit Jane Gibson Likert).
- Die integrierte Führungs- und Organisationsstruktur („Human organization. Its management and value“). Campus-Verlag, Frankfurt/M. 1975, ISBN 3-593-32088-6.
- Neue Ansätze der Unternehmensführung („New patterns of management“). Haupt, Stuttgart 1972 (Führung und Organisation der Unternehmung; 14).
- A technique for the measurement of attitudes. Columbia University 1932. (Dissertation)

als Herausgeber
- Some applications of behavioural research. 2. Aufl. UNESCO, Paris 1961 (zusammen mit Samuel P. Hayes).